# Nina Hartley

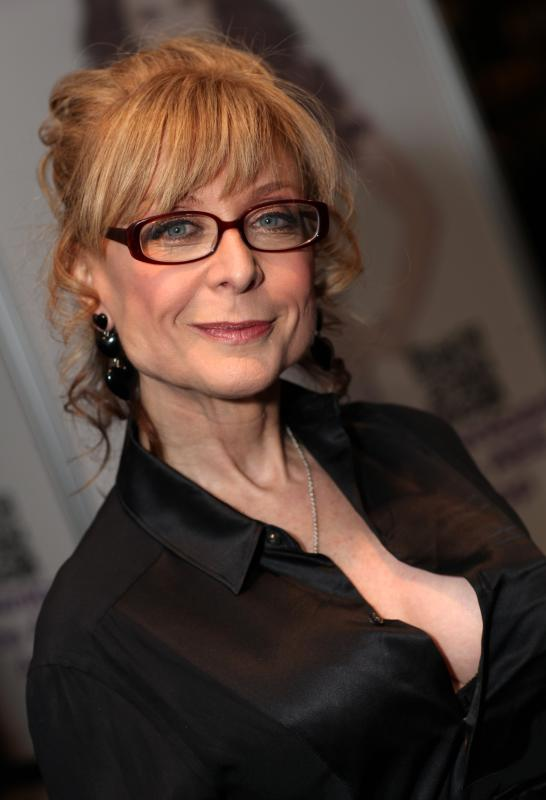
Nina Hartley, 2013

Nina Hartley (* 11. März 1959 in Berkeley, Kalifornien, USA als Marie Louise Hartman) ist eine US-amerikanische Pornodarstellerin.

## Karriere
Die ausgebildete Krankenschwester Nina Hartley gab ihr Debüt 1984 in dem Hardcorefilm Educating Nina, der von der Pornoveteranin Juliet Anderson produziert wurde. In ihrer Laufbahn drehte sie über 1000 Filme und ist damit eine der produktivsten Darstellerinnen im Pornogeschäft.
Neben ihren Hardcorefilmen trat Nina Hartley auch in Spielfilmen auf. Der bekannteste davon ist der 1997 entstandene Film Boogie Nights, der von der Pornobranche handelt.
Hartley gehört zu den bekanntesten Verfechtern für den offenen Umgang mit Pornografie in den US-Medien. Sie trat in verschiedenen Talk- und Fernsehshows auf. Nach ihrem Rückzug aus der Öffentlichkeit übernahm Jenna Jameson ihre Position in den Medien. Nina Hartley ist Mitglied der AVN Hall of Fame und der XRCO Hall of Fame. Mittlerweile ist sie wieder im Pornogeschäft, sie dreht sogenannte MILF-Filme, beispielsweise ist sie in Folge 2 und 12 der Reihe Seasoned Players zu sehen.
2004 wurde Nina Hartley als einer von 30 bekannten Pornodarstellern von dem amerikanischen Fotografen Timothy Greenfield-Sanders in seinem Buch XXX: 30 Porn-Star Portraits und seiner HBO-Dokumentation Thinking XXX porträtiert.
Im Zuge des Präsidentschaftswahlkampf 2008 in den USA spielte sie in dem Porno Who’s Nailin’ Paylin? eine Parodie von Hillary Clinton in einer lesbischen Szene mit Serra Paylin (Sarah Palin), dargestellt von Lisa Ann.
Sie trat in den Dokumentarfilmen Beyond Vanilla (2001), 9to5 – Days in Porn (2008) und After Porn Ends (2012) auf.

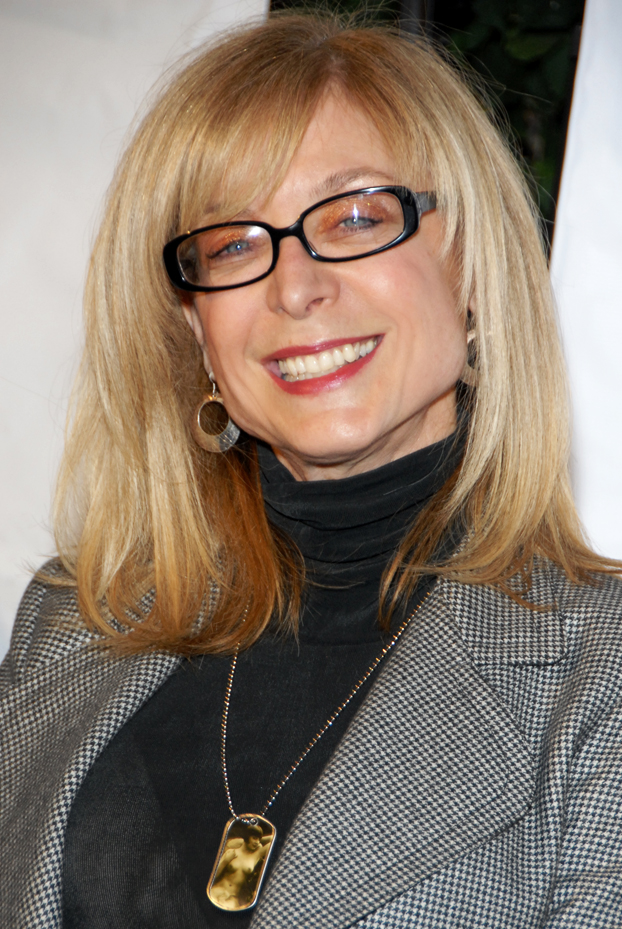
Nina Hartley, 2009

## Filmografie (Auswahl)
- 1985: Grafenberg Spot
- 1988: The Nicole Stanton Story
- 1989: Splendor in the Ass
- 1990: Sextravaganza (As The Spirit Moves You)
- 1991: Debbie Does Wall Street
- 1994: No Man’s Land 10
- 1997: Boogie Nights
- 2006: Women Seeking Women 29
- 2007: My Friend’s Hot Mom 8
- 2007: Momma Knows Best 3
- 2007: It’s a Mommy Thing!
- 2008: Not Bewitched XXX
- 2011: The Addams Family XXX
- 2011: Anchorman: A XXX Parody
- 2012: After Porn Ends
- 2013: Not the Wizard of Oz XXX
- 2014: Austin Powers XXX: A Porn Parody
- 2015: Marriage 2.0
- 2015: This Ain’t the Golden Girls XXX
- 2019: Girls of Wrestling

## Auszeichnungen
- AVN Award 1987 „Best Actress – Video“ für Debbie Duz Dishes
- AVN Award 1989 „Best Supporting Actress – Film“ für Portrait of an Affair
- AVN Award 1991 „Best Supporting Actress – Video“ für The Last X-Rated Movie
- AVN Award 2005 „Best Specialty Release – Spanking“ für Nina Hartley’s Guide to Spanking
- AVN Award 2005 „Best Specialty Release – BDSM“ für Nina Hartley’s Private Sessions 13
- AVN Award 2009 „Best Non-Sex Performance“ für Not Bewitched XXX[3]
- XBIZ Award 2019 „Best Non-Sex Performance“ für Future Darkly: Artifamily[4]